# Stephany Ortega
Stephany Ortega   (Montevideo, 15 de desembre de 1989) és una model uruguaiana que va ser coronada Miss Uruguay 2010 el 27 de febrer al Saló Montecarlo del Conrad Punta en representació del departament de Rocha.
Posteriorment, Stephany Ortega va representar a l'Uruguai a Miss Univers 2010, el 3 d'agost de 2010 a Las Vegas, però no va assolir classificar-se entre els quinze finalistes de la competició. Stephany Ortega també va participar en la Reina Hispanoamericana 2010, representant a l'Uruguai, on va ocupar la cinquena posició.